# Charles J. McCarthy

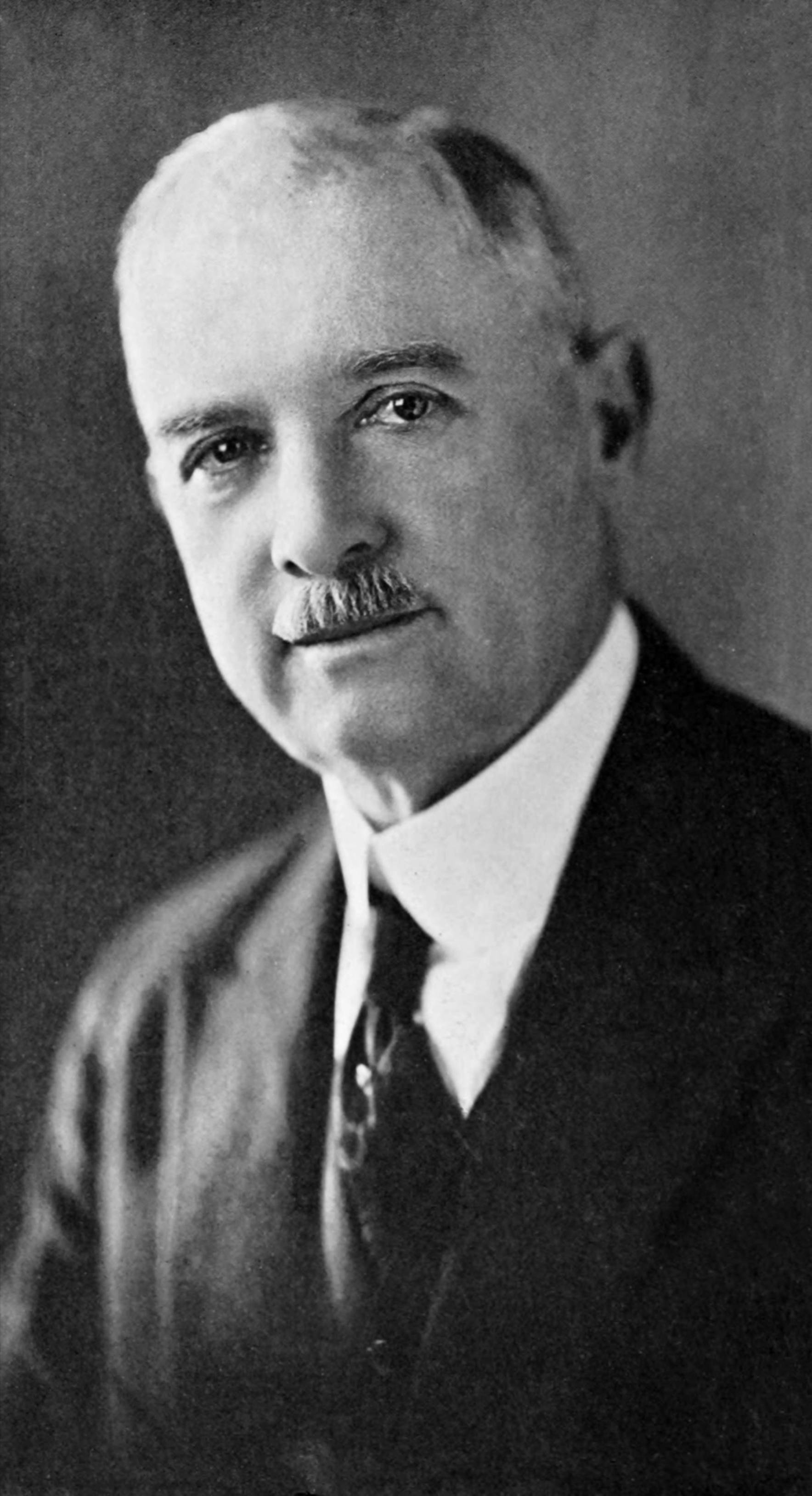
Charles J. McCarthy

Charles James McCarthy (* 4. August 1861 in Boston, Massachusetts; † 26. November 1929 in Honolulu, Hawaii) war ein US-amerikanischer Politiker und der fünfte Gouverneur des Hawaii-Territoriums zwischen 1918 und 1921. Er war Mitglied der Demokratischen Partei.

## Werdegang
Charles James McCarthy wurde am 4. August 1861 in Boston, Massachusetts geboren. Er wurde nach der Amtszeit von Territorialgouverneur Lucius E. Pinkham durch den US-Präsidenten Woodrow Wilson zu dessen Nachfolger ernannt. Zu Beginn seines Werdegangs war er ein geringfügiger Privatunternehmer, der nach Hawaii kam, um die Geschäfte eines Großfruchthändlers zu managen. McCarthy besaß einen Salon, der für einige Zeit auch alkoholische Getränke abfüllte. Er wurde 1890 Mitglied des House of Nobles, ein Anhänger der Liliʻuokalani und paradoxerweise ein Mitglied der Honolulu Rifles, welche für eine Annektierung waren.
Seine politische Karriere begann er 1907 mit seiner Kandidatur für den Territorialsenat, in welchen er auch gewählt wurde und wo er bis 1912 tätig war. Anschließend war er als Schatzmeister bis 1914 tätig, bevor er dann Vorstandsvorsitzender wurde. Wie viele Leute seiner Zeit, war McCarthy ein Feind alles Asiatischen. Deswegen berief er Charles Rice und Alfred Castle, um Einfluss zugunsten der Hawaiian Rehabilitation Bill zu nehmen, die als Hawaiian Homes Commission Act bekannt wurde. Das Sammelgesetz umfasste auch die Sprache, was es für „Orientalen“ schwierig machte, Eigenheime zu erwerben, sowie es ihnen unmöglich machte, bundesstaatliche Tätigkeiten zugunsten der Hawaiier auszuüben. McCarthy schlug auch vor, dass das Militär die Selbstverwaltung ersetzen sollte, um den möglichen Stimmabgabeblock durch die größere japanische Bevölkerung in Hawaii zu leugnen. Als ein Kongressabgeordneter ihn einmal fragte, ob die Japaner denken könnten, dass diese Aktion gegen sie gerichtet sein würde, sagte McCarthy: „Lass sie es glauben, was kümmert es uns?“ McCarthy eiferte auch gegen die Landpolitik der Big Five und war der erste Gouverneur, der die Eigenstaatlichkeit von Hawaii befürwortete. Verärgert durch die Politik seiner demokratischen Administration, war McCarthy leicht angestoßen durch die republikanische Politik. Im Gegenzug wurde ihm eine Beschäftigung als Washingtoner Abgeordneter der Honolulu Handelskammer (engl. Chamber of Commerce) gegeben und später als Geschäftsführer der Hawaiian Dredging Co., während er an dem Waikiki Reclamation Project arbeitete, das in dem Bau des Ala Wai Canal resultiere.
Er verstarb am 26. November 1929 in Honolulu, Hawaii.